# Курегешев, Владимир Петрович
Влади́мир Петро́вич Куреге́шев (9 ноября 1945, Таштагол — 9 марта 2004, Кемерово) — советский и российский тренер по боксу. Осуществлял тренерскую деятельность с 1978 года, тренер СДЮСШОР города Кемерово и спортивного общества «Динамо», основатель и тренер боксёрского клуба «Ринг Кузбасса», личный тренер многократного чемпиона мира среди профессионалов Юрия Арбачакова. Заслуженный тренер СССР (1989).

## Биография
Владимир Курегешев родился 9 ноября 1945 года в городе Таштаголе Кемеровской области. Активно заниматься боксом начал в возрасте пятнадцати лет, проходил подготовку в местной секции под руководством тренера Ю. С. Айларова, позже переехал на постоянное жительство в Новочебоксарск, где был подопечным Д. С. Игнатьева. В 1977 году выиграл серебряную медаль на первенстве центрального совета добровольного спортивного общества «Труд» и выполнил тем самым норматив мастера спорта СССР.
По завершении спортивной карьеры начиная с 1978 года занимался тренерской деятельностью. В 1984 году вернулся в Кузбасс и приступил к тренерской работе в новообразованной областной Специализированной детско-юношеской спортивной школе олимпийского резерва. В течение многих лет работал тренером по боксу в физкультурно-спортивном обществе «Динамо» в Кемерово.
За долгие годы тренерской работы Курегешев подготовил многих талантливых спортсменов, добившихся успеха на международном и всесоюзном уровне, в том числе 12 мастеров спорта и несколько десятков кандидатов в мастера спорта. Самый известный его ученик — заслуженный мастер спорта Юрий Арбачаков, чемпион Европы и мира, чемпион СССР, позже сделавший успешную карьеру среди профессионалов, в частности он владел титулом чемпиона мира по версии Всемирного боксёрского совета. Когда в 1989 году Арбачаков одержал победу на чемпионате мира в Москве, Владимир Курегешев был удостоен почётного звания «Заслуженный тренер СССР». Единственный заслуженный тренер СССР по боксу на Кузбассе. Также его воспитанником был Олег Ашихмин, чемпион РСФСР, чемпион СССР среди профессионалов.
В 1990 году Курегешев основал собственный боксёрский клуб «Ринг Кузбасса», где одним из первых в стране занимался подготовкой профессиональных боксёров и кикбоксеров. Так, его ученик Александр Юдин в 1996 году выиграл чемпионат мира по кикбоксингу в Южной Корее.
Умер 9 марта 2004 года в возрасте 58 лет из-за проблем с сердцем.
Жена — Курегешева Любовь Васильевна. Сын Пётр Владимирович Курегешев — президент Федерации бокса и кикбоксинга Кузбасса.Дочери Сталина и Анастасия.
В Кемерове проходил открытый чемпионат города памяти заслуженного тренера СССР Владимира Петровича Курегешева